# Mato Jajalo
Mato Jajalo (bs[mâːto jǎjalo]; n. 25 mai 1988) este un fotbalist profesionist bosniac care joacă pe postul de mijlocaș pentru clubul de Serie B Palermo și pentru echipa națională a Bosniei și Herțegovinei.
Jajalo și-a început cariera de fotbalist profesionist la Slaven Belupo, după care a semnat cu Siena în 2009. În 2010 a fost împrumutat la 1. FC Köln, echipă care l-a transferat definitiv pe Jajalo. A fost împrumutat la Saraievo în 2014 și a jucat și pentru Rijeka în acel an. În 2015 s-a transferat la Palermo.
Fostul internațional de tineret croat, Jajalo chiar a debutat pentru naționala Croației, alegând să joace pentru Bosnia și Herțegovina în 2016.

## Cariera pe echipe

### Primii ani
Datorită războiului din Iugoslavia, familia lui Jajalo a fugit în Germania în 1990, când avea doar doi ani. Acolo a crescut la Offenbach și a început să joace fotbal la clubul local DJK Eiche Offenbach. La vârsta de unsprezece ani, familia sa s-a mutat din nou, stabilindu-se aproape de Koprivnica în Croația. Jajalo a jucat la echipele de tineret ale lui Slaven Belupo și și-a făcut debutul la profesioniști împotriva lui Osijek în 2007. A marcat primul său gol ca fotbalist profesionist împotriva Zagrebului la 5 august 2007.
La 1 iunie 2009, Jajalo a fost transferat la Siena pentru o sumă care nu a fost făcută publică, considerată a fi de aproximativ 2 milioane de euro.
În iulie 2010, a semnat un contract de împrumut pe un an cu 1. FC Köln, cu opțiunea de a face transferul permanent, care a fost activată în anul următor.
În februarie 2014, Jajalo a fost trimis sub formă de împrumut timp de șase luni la echipa bosniacă Saraievo.
În iunie 2014, el a semnat un contract pe doi ani cu Rijeka.

### Palermo
La 28 ianuarie 2015, Jajalo a semnat cu clubul de Serie A Palermo un contract până în iunie 2019. Trei zile mai târziu, el și-a făcut debutul oficial pentru club într-o victorie la limită împotriva lui Hellas Verona. La 24 mai 2015 a marcat primul său gol pentru echipă, într-o înfrângere scor 2-3 cu Fiorentina.
În aprilie 2017, Palermo a fost retrogradat în Serie B, dar Jajalo a decis totuși să rămână la club.
La 3 aprilie 2018, Jajalo a jucat în cel de-al 100-lea meci pentru echipă împotriva Parmei.

## Cariera la națională
Jajalo a reprezentat Croația la mai multe categorii de vârstă și a servit drept căpitan al echipei sub 21 de ani, sub comanda lui Dražen Ladić. El și-a făcut debutul la naționala mare a Croației la 12 noiembrie 2014 într-un meci amical cu Argentina de la Londra.
În martie 2016 el a decis ca pe viitor să reprezinte Bosnia și Herțegovina, țara sa de naștere. În iulie, cererea lui Jajalo de a-și schimba cetățenia sportivă de la croată la bosniacă a fost aprobată de FIFA. În septembrie, a primit prima sa convocare, pentru un meci contând pentru calificările la Campionatul Mondial din 2018 împotriva Belgiei și Ciprului. A debutat într-un meci pierdut în deplasare cu Cipru pe 7 octombrie.